# Палійчук Олексій Андрійович

Олексі́й Андрі́йович Палійчу́к (10 липня 1941, с. Твердині Локачинського району Волинської області − 22 листопада 2022) — український поет і прозаїк.

## Освіта
Скінчив Луцьке педагогічне училище і Львівський національний університет імені Івана Франка.

## Кар'єра
Як педагог і журналіст, працював у Волинській, Житомирській та Київській областях. Через свої національно-демократичні погляди мав проблеми з працевлаштуванням.
У роки активної боротьби за незалежність України (1989–1992) видає газету «Досвітні вогні», яку друкує переважно в Литві, та щоквартальник «Оберіг» (Таємниці. Пригоди. Фантастика).

## Творчість
Автор поетичних книжок для дітей «Скільки дива!» (1987), «Велика гра, або як тварини грали у футбол» (1991), «Веселий промінь» (2003), «Рідна Україна» (2003), повістей «Колиска Дажбога» (1990), «На поклик привида» (1992), «У Пелюстковій країні» (2005), поезій для дорослих «Іконостас» (2001, 2008, 2012), збірника науково-фантастичних творів «На дорогах Всесвіту» (2005), повістей на історичну тематику «Священний вогонь» (2012), оповідання для дітей «Чого зраділа Ластівонька» (2013), вірші для дітей "Іван-космонавт" (2015), поезія на філософську та н.-фантастичну тематику "Нас кличуть зорі" (2019). Переклав більшість поетичних творів лауреата Державної премії Білорусі Анатоля Вертинського («Білоруський годинник», 2005).
Олекса Палійчук виступає зі статтями у періодичних виданнях, зокрема на політичні теми, про становище української мови.
Веде блоги в інтернет-виданнях.

## Громадська діяльність
О. Палійчук — один з організаторів Товариства української мови та осередку НРУ в Броварах Київської області. Був делегатом Установчих зборів Народного Руху України за перебудову.
2005 року Олекса Палійчук вступив до Національної спілки письменників України.

## Зноски
1. ↑  Відійшов у засвіти український письменник Олекса Палійчук | НСПУ. Процитовано 21 липня 2023.